# Öppna dörrens politik

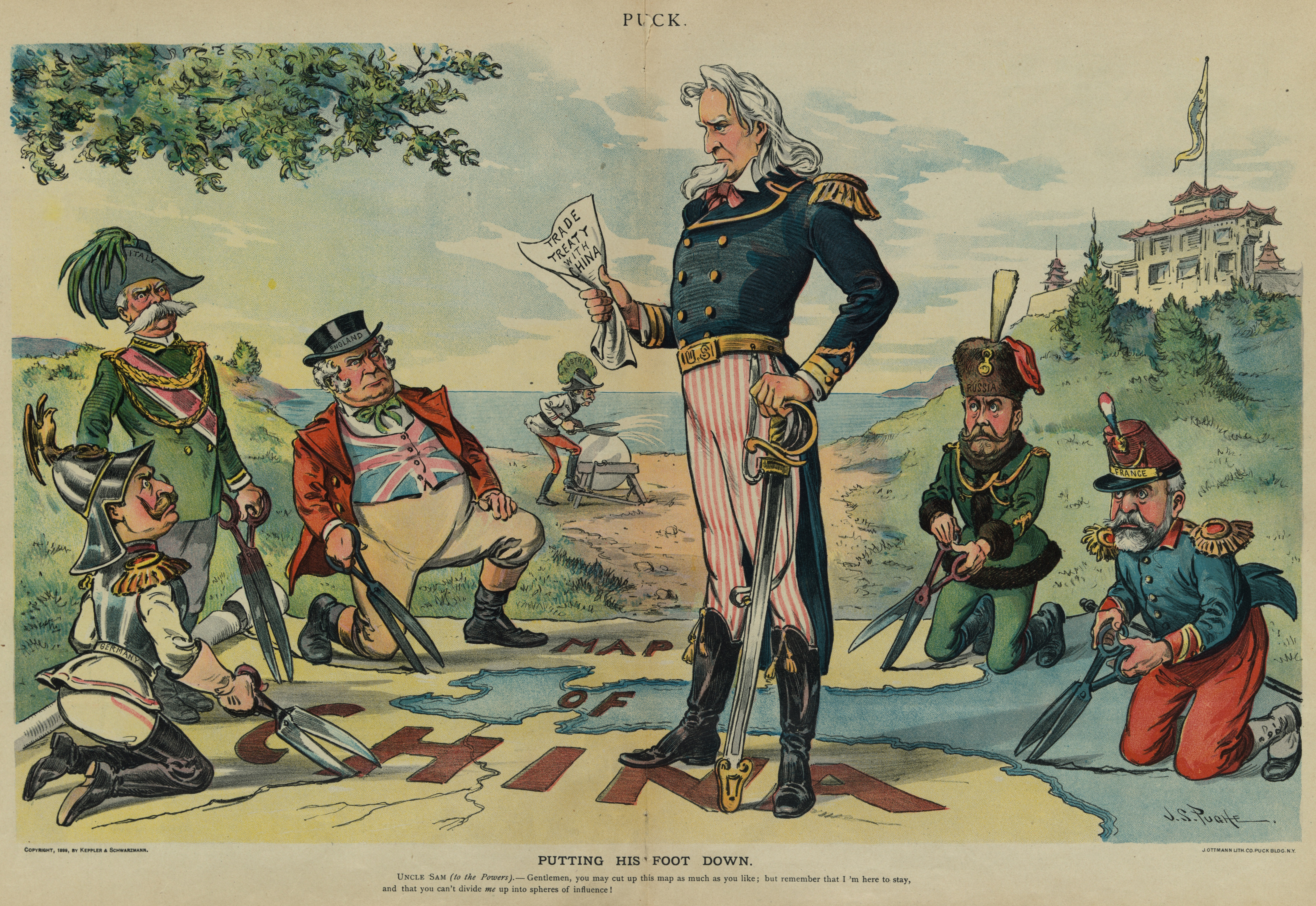
Karikatyr i den amerikanska satirtidskriften Puck, 23 augusti 1899: Uncle Sam står på en kinakarta som europeiska stormakter vill klippa itu och säger: „Gentleman, you may cut up this map as much as you like, but remember that I'm here to stay, and that you can't divide me up into spheres of influence“

Öppna dörrens politik var ett koncept inom relationer där alla stater skulle ha samma förutsättningar och rättigheter för handel med Kina. Som teori kom idén efter första opiumkriget (1839–1845).
Politiken accepterades av Storbritannien, Frankrike, Tyskland och Japan genom den amerikanska utrikesministern John Hays initiativ 1898, vilket också stödde Kinas territoriala och administrativa integritet.
Den upphävdes vid kommunisternas revolution 1949, men återinfördes 1978.